# Igrzyska Ameryki Środkowej i Karaibów 1986
Igrzyska Ameryki Środkowej i Karaibów 1986 – piętnaste igrzyska Ameryki Środkowej i Karaibów, multidyscyplinarne zawody sportowe dla krajów znajdujących się w Ameryce Środkowej i na Karaibach, które odbyły się w Santiago de los Caballeros w dniach 24 czerwca–5 lipca 1986 roku.

## Informacje ogólne
Część zawodów odbyła się w Meksyku i Hawanie. Rekordowa liczba dwudziestu sześciu uczestniczących krajów wystawiła łącznie 2100 zawodników i 863 zawodniczki, co stanowiło najwyższą ich liczbę w dotychczasowej historii. Sportowcy rywalizowali w 288 konkurencjach w 25 dyscyplinach – pobijając rekordy również w tych klasyfikacjach. Po raz pierwszy na igrzyskach pojawiły się zespoły z Kajmanów oraz Antigui i Barbudy, do rywalizacji powrócili natomiast sportowcy z Hondurasu, Salwadoru i Kolumbii, zabrakło zaś Grenady borykającej się ze skutkami inwazji. Do programu zawodów po raz pierwszy od edycji z 1959 powróciło jeździectwo. Spośród ponad sześciuset próbek przebadanych pod kątem dopingu, żadna nie dała wyniku pozytywnego.

## Dyscypliny
- Baseball  (szczegóły)
- Boks  (szczegóły)
- Gimnastyka sportowa  (szczegóły)
- Hokej na trawie  (szczegóły)
- Jeździectwo  (szczegóły)
- Judo  (szczegóły)
- Kolarstwo torowe  (szczegóły)
- Koszykówka  (szczegóły)
- Lekkoatletyka  (szczegóły)
- Łucznictwo  (szczegóły)
- Piłka nożna  (szczegóły)
- Piłka wodna  (szczegóły)
- Pływanie  (szczegóły)
- Pływanie synchroniczne  (szczegóły)
- Podnoszenie ciężarów  (szczegóły)
- Siatkówka (halowa)  (szczegóły)
- Skoki do wody  (szczegóły)
- Softball  (szczegóły)
- Strzelectwo  (szczegóły)
- Szermierka  (szczegóły)
- Tenis stołowy  (szczegóły)
- Tenis ziemny  (szczegóły)
- Wioślarstwo  (szczegóły)
- Zapasy  (szczegóły)
- Żeglarstwo  (szczegóły)

## Tabela medalowa
Źródło.
| Lp.   | Państwo                              | Złoto | Srebro | Brąz | Razem |
| ----- | ------------------------------------ | ----- | ------ | ---- | ----- |
| 1     | Kuba                                 | 174   | 81     | 44   | 299   |
| 2     | Meksyk                               | 40    | 49     | 44   | 133   |
| 3     | Wenezuela                            | 18    | 42     | 60   | 120   |
| 4     | Portoryko                            | 13    | 29     | 51   | 93    |
| 5     | Kostaryka                            | 11    | 0      | 3    | 14    |
| 6     | Kolumbia                             | 10    | 22     | 37   | 69    |
| 7     | Dominikana                           | 9     | 34     | 27   | 70    |
| 8     | Trynidad i Tobago                    | 3     | 6      | 7    | 16    |
| 9     | Jamajka                              | 2     | 8      | 7    | 17    |
| 10    | Gwatemala                            | 2     | 4      | 9    | 15    |
| 11    | Bahamy                               | 2     | 4      | 4    | 10    |
| 12    | Panama                               | 1     | 5      | 11   | 17    |
| 13    | Wyspy Dziewicze Stanów Zjednoczonych | 1     | 1      | 2    | 4     |
| 14    | Gujana                               | 1     | 1      | 1    | 3     |
| 15    | Surinam                              | 1     | 0      | 0    | 1     |
| 16    | Antyle Holenderskie                  | 0     | 1      | 4    | 5     |
| 17    | Belize                               | 0     | 1      | 0    | 1     |
| =     | Honduras                             | 0     | 1      | 0    | 1     |
| 19    | Barbados                             | 0     | 0      | 5    | 5     |
| 20    | Haiti                                | 0     | 0      | 1    | 1     |
| Razem | Razem                                | 288   | 289    | 317  | 894   |